# Aspinothoracidi
Aspinothoracidi — клада плакодерм ряду Артродіри (Arthrodira) підряду Brachythoraci. Група існувала у девонському періоді. Включає рід Dinichthys та ряд близьких до нього форм.

## Роди
- Bruntonichthys
- Bullerichthys
- Dinichthys
- Gorgonichthys
- Hadrosteus
- Heintzichthys
- Holdenius
- Hussakofia
- Kiangyousteus
- Squamatognathus